# Теракт в Актобе (2016)
Теракт в Актобе 5 июня 2016 года был совершён группой людей, которые предположительно являются «радикальными приверженцами нетрадиционных религиозных течений». Согласно мнению эксперта, участников теракта следует относить к такфиритам.

## Нападения на оружейные магазины
Во второй половине дня было совершено ограбление двух оружейных магазинов в Актобе.

### Нападение на магазин «Паллада»
Нападавшие большой группой вошли в магазин «Паллада» (пр. А. Молдагуловой, 12/106) и нанесли огнестрельное ранение продавцу магазина в область сердца, но он успел нажать кнопку тревожного вызова. От полученного ранения он затем умер. Также нападавшими были нанесены травмы продавцам из отдела рыболовных снастей. Два сотрудника охранной фирмы, прибывшие через 4 минуты после подачи тревожного вызова, получили огнестрельные ранения, от которых один из них скончался на месте. Прибывший ещё через 3 минуты полицейский наряд из трёх человек был встречен плотным огнём нападавших из 14 стволов. Все полицейские были ранены. Экстремисты забрали из магазина 17 единиц огнестрельного оружия (3 нарезных и 14 гладкоствольных), три газовых пистолета, патроны и ножи. Когда экстремисты покидали магазин, с целью захвата легкового автомобиля возле магазина ими был убит его владелец, 69-летний пенсионер.
Все события в магазине «Паллада» разворачивались в течение 9 минут.
После первого нападения экстремисты разделились. Шестеро из них на ранее захваченной ими полицейской патрульной машине отправилась к оружейному магазину «Пантера».
Вторая группа, захватив маршрутный автобус и высадив из него всех пассажиров и кондуктора, принудили водителя направить машину к войсковой части № 6655 Национальной гвардии.

### Нападение на магазин «Пантера»
Прибыв на захваченной патрульной полицейской машине к магазину «Пантера» (ул. Жанкожа батыра, д. 24), преступники убили там одного посетителя и ранили другого посетителя, являвшихся родными братьями. По свидетельству работников морга, убитый имел на руках характерные признаки свежих последствий драки.
В общей сложности преступники находились в магазине 8 минут. Наряд полиции прибыл к магазину через 4 минуты. В результате перестрелки были убиты трое нападавших, а один задержан. Двум преступникам удалось скрыться на угнанном автомобиле. Позже они были обнаружены за пределами города и ликвидированы.

## Нападение на войсковую часть
В 14:35 было совершено нападение на войсковую часть № 6655 Национальной гвардии Казахстана (ул. Есет-Батыра, 39).
Неустановленное количество нападавших (10—15 вооружённых дробовиками людей), используя захваченный ими пассажирский автобус марки JAC, следовавший по маршруту № 1, из которого они высадили пассажиров и кондуктора, заставили водителя направить машину на ворота КПП, которые были сбиты автобусом, после чего машина остановилась. После этого они обстреляли невооружённый наряд, дежуривший на КПП, проникли на территорию войсковой части и направились к дежурной части, находившейся в здании штаба. В здании штаба находились оружейные комнаты. Нападавшие намеревались захватить «более серьёзное оружие».
Дежурный по части (в звании майора) своевременно заблокировал доступ к дежурной части и к оружейным комнатам, поднял тревогу и известил о нападении внутренний караул. Нападавшие, не сумев завладеть оружием, обстреляли дежурную часть, вышли из штаба и направились в сторону парка машин войсковой части. На шум выстрелов навстречу им вышли офицер отдела военной контрразведки (ОВКР) и начальник внутреннего караула. 41-летний майор ОВКР огнём нападавших был убит, начальник караула ранен.
Дальнейшее развитие событий в новостных источниках освещается с некоторой разницей.
Нападавшим встретился пеший патрульный, 19-летний военнослужащий срочной службы, из числа караульных свободной смены, обходивший военный городок. Он был одет в бронежилет и при нём была резиновая дубинка. Двумя выстрелами нападавших он был убит.
Проникнув на территорию парка машин, нападавшие столкнулись с внутренним караулом. В ходе перестрелки был убит помощник начальника караула (сержант контрактной службы). При попытке проникновения в парк машин один нападавший был убит у ворот, другой убит на территории парка. Встретив ожесточённое сопротивление, нападавшие через питомник собак покинули территорию войсковой части. В итоге потери военных составили 3 человека убитыми (офицер ОВКР, помощник начальника караула и патрульный) и 6 ранеными (3 контрактника, нёсшие дежурство на КПП и 3, находившиеся во внутреннем карауле, включая начальника караула).
Согласно другому источнику, 38-летний помощник начальника караула и 19-летний караульный свободной смены были убиты нападавшими в караульном помещении.
Гибель и ранения значительного числа военнослужащих, по словам министра внутренних дел Казахстана, объяснялась тем, что наряд из 3 военнослужащих на КПП войсковой части был вооружён только штык-ножами. Однако дежурный караул применил оружие и пресёк попытку дальнейшего проникновения на территорию войсковой части.
После того как захватить оружие им не удалось, нападавшие покинули территорию войсковой части, совершив попытку уйти через соседние гаражи. Одна группа нападавших была заблокирована, а другая группа преодолела ограждение и скрылась.

## Последствия теракта
Убиты:
- 1 охранник фирмы «Жедел кузет»;
- 1 продавец магазина «Паллада»;
- 1 посетитель магазина «Пантера»;
- 1 случайный прохожий у магазина «Паллада»;
- 18 боевиков (один из них считается сообщником)[1][18];
- 3 военнослужащих.

Ранены:
- 1 охранник фирмы «Жедел кузет»;
- 5 полицейских;
- 6 военнослужащих;
- 6 боевиков. Один из них скончался 8 июня;
- 1 посетитель магазина «Пантера»;
- несколько продавцов магазина «Паллада».

Согласно заявлению министра здравоохранения Тамары Дуйсеновой, медицинская помощь была оказана 38 гражданам, из которых было госпитализировано 20, в чьё число входят раненые экстремисты.
8 июня Президент Нурсултан Назарбаев распорядился объявить в Республике Казахстан 9 июня 2016 года национальный траур.
Согласно заявлению акима Актюбинской области Бердибека Сапарбаева, на излечении находятся только 18 человек, включая 5 экстремистов (один из них скончался от полученных ран 9 июня).
В розыске на 10 июня: 3 боевика.
10 июня Президент Казахстана Нурсултан Назарбаев в ходе заседания Совета Безопасности поручил Правительству в двухмесячный срок выработать пакет законодательных инициатив в сфере противодействия терроризму и экстремизму, оборота, хранения и продажи оружия, в области регулирования миграции и религиозных объединений.
На 12 июня задержаны все 7 боевиков и 8 лиц, подозреваемых в содействии им.

## Оперативно-розыскные мероприятия и контртеррористическая операция
В МВД РК и Министерстве обороны признали происходящее в Актобе терактом. В Актобе введён красный (высший) уровень террористической угрозы, который предполагает полную мобилизацию и боевую готовность всех сил спецслужб, круглосуточное дежурство и введение режима контртеррористической операции, а по всей стране на 40 дней был введён жёлтый уровень.
Руководством МВД Казахстана было объявлено о проведении широкомасштабных оперативно-поисковых мероприятий по захвату всех экстремистов.
В ходе розыска преступников в ночь с 5 на 6 июня были задержаны двое, пятеро экстремистов, оказавших сопротивление, были убиты. В это число входят ушедшие от преследования участники нападения как на войсковую часть, так и на магазин «Пантера». При них была обнаружена значительная часть ранее похищенного оружия.
Также были установлены личности всех экстремистов, участвовавших в террористическом акте, которые скрылись. Все они были объявлены в розыск. На 7 июня 2016 года ими являлись 7 человек. Пятеро из них уроженцы Актюбинской, двое — Кызылординской и Акмолинской областей.
Допрос подозреваемых в сопричастности лиц выявил, что изначально в обсуждении и в подготовке к теракту принимали участие 45 человек. При этом 16 из них отказались участвовать на стадии планирования. После того как 29 соучастников отправилось на исполнение задуманного, на пути следования к магазину «Паллада» отказалось от участия ещё 3 человека. По данным с видеокамеры слежения, озвученных главой МВД РК Калмуханбетом Касымовым, непосредственно к магазину подошли 26 человек. При этом ещё один из них отказался в осуществлении задуманного. В итоге в дальнейших событиях участвовало только 25 человек из 45 ранее обсуждавших возможность осуществления теракта.
Утром 8 июня глава Комитета национальной безопасности Казахстана в докладе президенту страны сообщил, что КНБ располагает информацией о 6 боевиках, которые разделились на 2 группы и 1 боевик отдельно от этих групп, они перемещаются по городу Актобе. Одна из групп, которая перемещалась на автомобиле ВАЗ-2115 белого цвета, произвела обстрел охраны пионерского лагеря из гладкоствольного ружья. Позднее МВД Казахстана опровергло сообщение КНБ об обстреле пионерского лагеря.
В этот же день МВД Казахстана объявило о вознаграждении в размере 5 миллионов тенге за достоверные сведения о местонахождении скрывающихся преступников. Также утром 8 июня в посёлке Кобда был задержан один боевик, объявленный в розыск.
10 июня 2016 года в г. Актобе в квартире жилого дома по ул. Некрасова была проведена спецоперация силами КНБ и МВД Казахстана. Подозреваемые отказались от сдачи и открыли огонь. В результате штурма четверо подозреваемых были убиты в квартире. Операция началась в 1:30 ночи по местному времени с экстренной эвакуации жителей дома, после этого в 4:00 утра начался штурм квартиры с подозреваемыми. Один из подозреваемых, Дмитрий Танатаров, был госпитализирован в реанимацию с множественными огнестрельными ранениями. Его состояние расценивается как крайне тяжелое. Позже Дмитрий Танатаров скончался в реанимации больницы скорой медицинской помощи Актобе. По словам соседей, квартира, в которой укрывались террористы, сдавалась в аренду. Примерно в это же время на перекрёстке улиц Мясоедова и Арынова сообщник террористов обстрелял из гладкоствольного оружия патрульный экипаж полиции и был ликвидирован ответным огнём. Лёгкие ранения получили двое сотрудников.
Вечером 11 июня приблизительно в 22:30 были обнаружены последние 3 террориста, находившиеся в розыске. Они скрывались в районе общежития от КТЖ по улице Жаманкулова дом 15. При захвате один террорист был ранен в ногу. Все три террориста были захвачены силовиками. У них было изъято 2 единицы огнестрельного оружия, захваченного в магазине «Паллада».
За образцовое исполнение воинского, служебного долга, мужество и самоотверженность, проявленные при ликвидации террористической группы в июньских событиях в Актобе были награждены 11 полицейских, двое из которых были награждены орденами «Айбын» 3-й степени, а 9 сотрудников ДВД получили медаль «Ерлігі үшін». Сотрудник охранной фирмы Мирхан Тажибаев, который 5 июня по тревоге прибыл к «Палладе» во время нападения на магазин, был награждён посмертно.

## Оценки
Президент Казахстана Нурсултан Назарбаев во время выступления 8 июня сообщил, что террористический акт организован приверженцами радикальных псевдорелигиозных течений, инструкции они получили из-за рубежа. Позже он уточнил, что террористы являются сторонниками нетрадиционного религиозного течения салафизм.
Востоковед Анатолий Несмиян считает, что попытка захвата оружия является лишь промежуточным этапом на пути к какой-то более важной для нападавших цели.
Политолог Ерлан Карин высказал предположение о том, что нападение совершила одна из радикальных религиозных ячеек, вдохновившихся пропагандистскими материалами Исламского государства, нацеленными на казахов. Последнее из обращений ИГ было за 2 недели до атаки.
Бывший руководитель Общественного фонда «Информационно-пропагандистский и реабилитационный центр „Акниет“» Алибек Киманов высказал мнение, что события явились закономерным итогом попустительства властей в остром вопросе контроля религиозных сект.
По его словам, он ещё за год до событий предупредил о «назревающем взрыве» руководителя областного управления по делам религий Бауржана Есмахана и директора реабилитационного и консультативного центра «Ансар» Аскара Сабдина.
Киманов заявил, что в 2015 году, когда из Египта были возвращены жители Актюбинской области, которые симпатизировали ИГ, их не пропустили через надлежащую систему переубеждения и дерадикализации; в Актюбинской области и до того были люди, подверженные влиянию идеологии ИГ. Участниками событий в Актобе стали, по словам Киманова, не салафиты, а как раз «безбашенные такфириты», которые «криминализировались».
МИД Казахстана 20 июня 2016 года сообщил, что теракт в Актобе произошёл по призыву Абу Мухаммада аль-Аднани.

## Судебный процесс
В ноябре 2016 года Специализированный межрайонный суд по уголовным делам Актюбинской области приговорил семерых непосредственных участников нападений (Бакыт Куанышбаев, Асхат Имангалиев, Ануар Садихов, Жанабай Куанышбаев, Алибек Акпанбетов, Арсен Танатаров и Асхат Рахметов) к пожизненному лишению свободы. Еще двое (Айдос Жубанов и Азамат Абдрахманов) были приговорены к 25 годам и 22 годам колонии соответственно. Кроме того, 18 человек обвинялись в недонесении о готовившемся преступлении, а двое — в укрывательстве преступления.